# Yuina
Cette page contient des caractères spéciaux ou non latins. S’ils s’affichent mal (▯, ?, etc.), consultez la page d’aide Unicode.
Yuina (ゆいな) est un prénom japonais féminin il peut s'écrire en hiragana (ゆいな) ou en kanji.

## En kanji
Ce prénom s'écrit entre autres sous les formes suivantes :
- 唯七 : seulement et sept
- 唯名 : seulement et fêté/réputation
- 唯夏 : seulement et été
- 唯捺 : seulement et sceau
- 柚否 : seulement et négation
- 結奏 : nouer et interpréter
- 結楠 : nouer et camphrier
- 結稲 : nouer et rizière
- 維名 : maintenir et fêté/réputation
- 結納 : nouer et accepter
- 維那 : maintenir et nombreux
- ゆい菜 : le son « yu », le son « i » et légume
- 佑依奈 : aider, dépendre et pomme sauvage
- 佑唯奈 : aider, seulement et pomme sauvage
- 友依奈 : ami, dépendre et pomme sauvage
- 友依菜 : ami, dépendre et légume
- 友依那 : ami, dépendre et nombreux
- 友衣奈 : ami, robe et pomme sauvage
- 夢以生 : rêve, avec et vie
- 優惟那 : gentiment, penser et nombreux
- 優生奈 : gentiment, vie et pomme sauvage
- 優衣奈 : gentiment, robe et pomme sauvage
- 優衣菜 : gentiment, robe et légume
- 優苺菜 : gentiment, framboise et légume
- 有依菜 : se passer, dépendre et légume
- 有衣菜 : se passer, robe et légume
- 柚維菜 : seulement, maintenir et légume
- 悠衣菜 : perpétuel, robe et légume
- 祐衣奈 : nouer, aider, robe et pomme sauvage
- 祐衣菜 : nouer, aider, robe et légume
- 結以奈 : nouer, avec et pomme sauvage
- 結依奈 : nouer, dépendre et pomme sauvage
- 結意直 : nouer, intention et tout droit
- 結納式 : nouer, accepter et cérémonie
- 結生奈 : nouer, vie et pomme sauvage
- 結衣奈 : nouer, robe et pomme sauvage
- 結衣凪 : nouer, robe et calme
- 由唯奈 : signification, seulement et pomme sauvage
- 由比凪 : signification, comparaison et calme
- 由維奈 : signification, maintenir et pomme sauvage
- 由維菜 : signification, maintenir et légume
- 由衣奈 : signification, robe et pomme sauvage
- 裕衣菜 : loisir, robe et légume
- 裕衣那 : loisir, robe et nombreux

## Personnes célèbres
- Yuina est la guitariste du groupe de rock japonais Dolly.
- Yuina Haga est une mangaka, elle est l'auteur de Maji love.

## Dans les œuvres de fiction
- Yuina Himou est un personnage du manga et de l'anime Tokimeki Memorial.